# 松島高城デジタルテレビ中継局
松島高城デジタルテレビ中継局（まつしまたかぎデジタルテレビちゅうけいきょく）は、宮城県宮城郡松島町に置かれているデジタルテレビ中継局である。本項では、当中継局と物理チャンネルが同じで｢ギャップフィラー｣方式の受信障害対策中継局についても併せて記述する。

## 概要
松島町は仙台デジタル送信所を受信している世帯がほとんどだが、一部受信障害のある世帯が出始めたため、それを解消する目的で新設。2011年4月上旬頃に本放送開始予定だったが、3月11日に発生した東北地方太平洋沖地震（東日本大震災）の影響で、6月9日に開局が延期された。なお、当デジタル中継局と同日に予備免許が交付された志津川新井田デジタルテレビ中継局は、震災による津波被害などで、開局が無期限延期（後に置局中止）された。
- 宮城県内では篦岳東中継局に次いで3番目のデジタル単独中継局、震災後としては、最初のデジタル中継局となった。

## 所在地
- 松島高城中継局…松島町磯崎字華園（宮城県松島高等学校南東台地）

## 施設概要

### 松島高城中継局
| リモコンキーID | 放送局名          | チャンネル | 空中線電力 | ERP   | 放送対象地域 | 放送区域内世帯数 |
| 1              | TBC東北放送       | 40ch       | 50mW       | 340mW | 宮城県       | 約1700世帯       |
| 2              | NHK仙台教育テレビ | 36ch       | 50mW       | 340mW | 全国         | 約1700世帯       |
| 3              | NHK仙台総合テレビ | 38ch       | 50mW       | 340mW | 宮城県       | 約1700世帯       |
| 4              | MMT宮城テレビ放送 | 44ch       | 50mW       | 340mW | 宮城県       | 約1700世帯       |
| 5              | KHB東日本放送     | 46ch       | 50mW       | 340mW | 宮城県       | 約1700世帯       |
| 8              | OX仙台放送        | 42ch       | 50mW       | 340mW | 宮城県       | 約1700世帯       |

### 受信障害対策中継局
| 免許人 | リモコン キーID | 放送局名          | チャンネル | 空中線電力 | ERP                                                                    | 放送対象地域 | 放送区域 内世帯数 |
| 松島町 | 1               | TBC東北放送       | 40ch       | 10mW       | 7.9mW・7.9mW・7.9mW・ 14mW・28mW・45mW・140mW （どの局が何mWかは不明） | 宮城県       | 詳細は下記に記述  |
| 松島町 | 2               | NHK仙台教育テレビ | 36ch       | 10mW       | 7.9mW・7.9mW・7.9mW・ 14mW・28mW・45mW・140mW （どの局が何mWかは不明） | 全国         | 詳細は下記に記述  |
| 松島町 | 3               | NHK仙台総合テレビ | 38ch       | 10mW       | 7.9mW・7.9mW・7.9mW・ 14mW・28mW・45mW・140mW （どの局が何mWかは不明） | 宮城県       | 詳細は下記に記述  |
| 松島町 | 4               | MMT宮城テレビ放送 | 44ch       | 10mW       | 7.9mW・7.9mW・7.9mW・ 14mW・28mW・45mW・140mW （どの局が何mWかは不明） | 宮城県       | 詳細は下記に記述  |
| 松島町 | 5               | KHB東日本放送     | 46ch       | 10mW       | 7.9mW・7.9mW・7.9mW・ 14mW・28mW・45mW・140mW （どの局が何mWかは不明） | 宮城県       | 詳細は下記に記述  |
| 松島町 | 8               | OX仙台放送        | 42ch       | 10mW       | 7.9mW・7.9mW・7.9mW・ 14mW・28mW・45mW・140mW （どの局が何mWかは不明） | 宮城県       | 詳細は下記に記述  |

| 中継局名                           | 放送区域内世帯数 |
| 松島垣ノ内中継局と松島新富山中継局 | 2局で約340世帯   |
| 松島三十刈中継局と松島海岸中継局   | 2局で約170世帯   |
| 松島小石浜中継局                   | 約70世帯         |
| 松島反町中継局と松島初原中継局     | 2局で約140世帯   |

#### 補足
- 当受信障害中継局は、宮城県内で栗原市に次いで2例目、東北地方では12例目の｢ギャップフィラー｣方式の中継局となる。

## 歴史

### 松島高城中継局
- 2011年
  - 1月20日 - 予備免許交付
  - 3月上旬 - 試験放送開始
  - 6月7日 - 本免許交付
  - 6月9日 - 本放送開始

### 受信障害対策中継局
- 2011年6月15日 - 無線局に免許交付。

## 偏波面
- 松島高城局…水平偏波
- 受信障害対策局…全局、垂直偏波